# Westminster (stanice metra v Londýně)

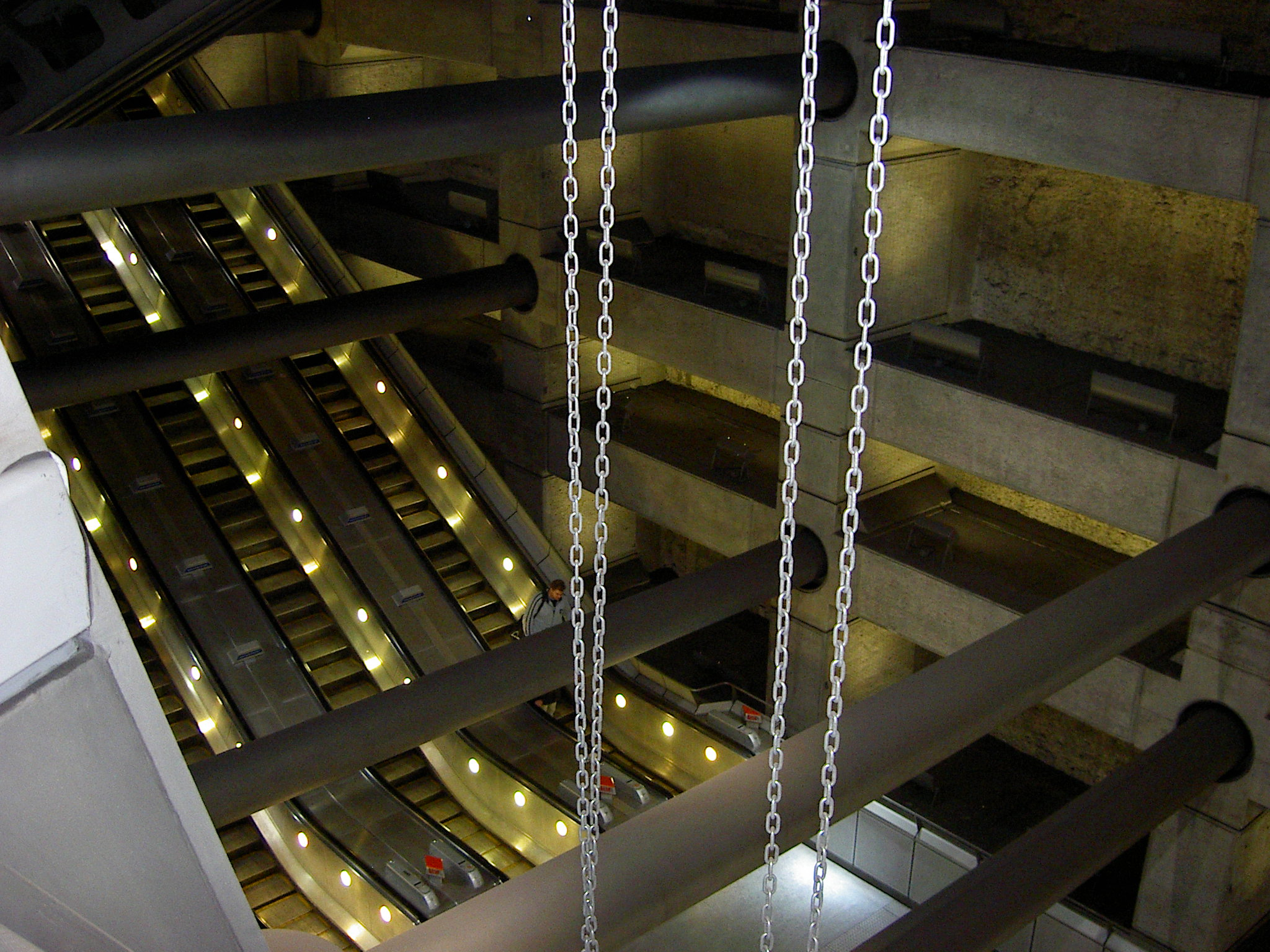
Stanice Westminster

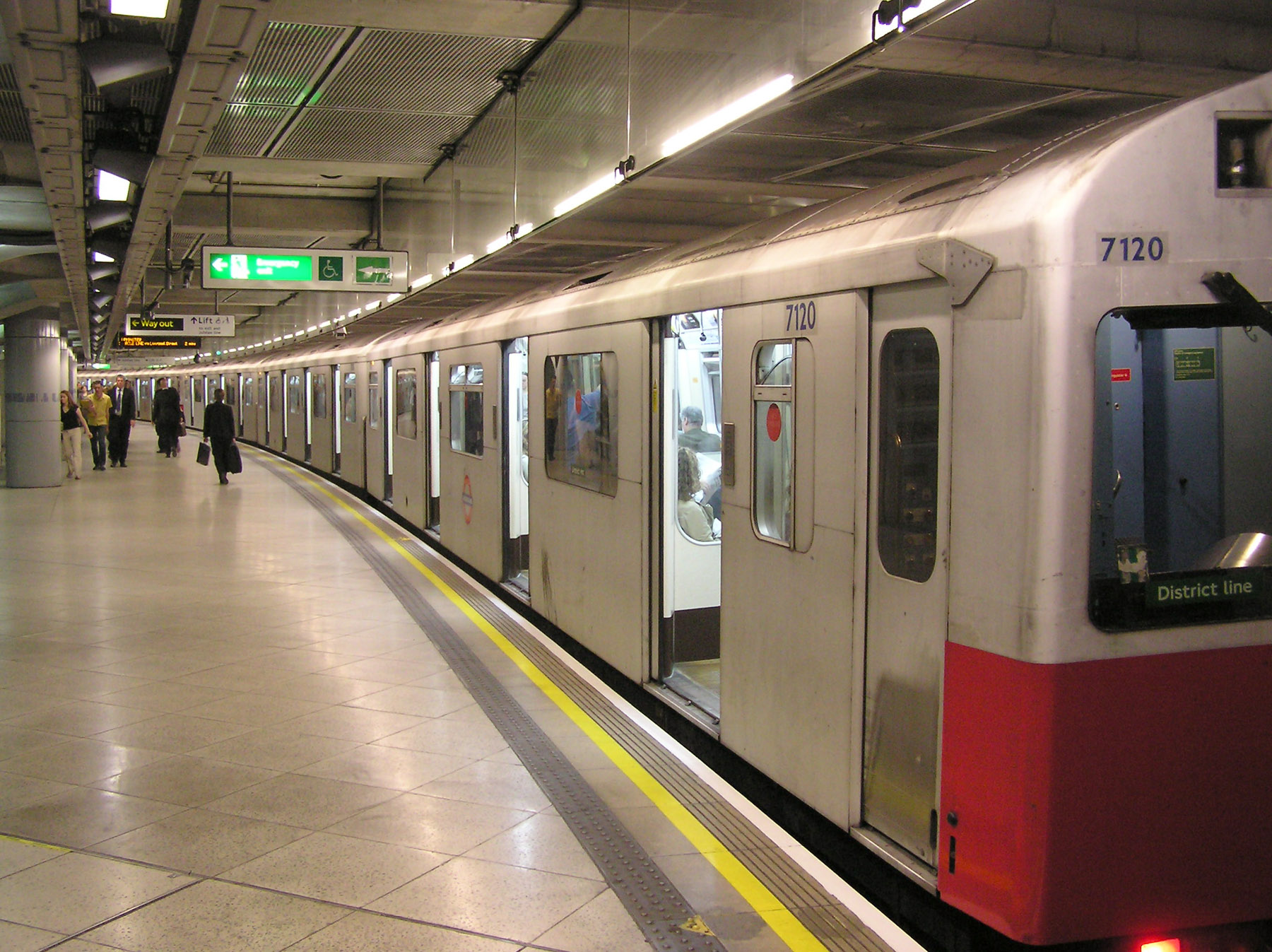
Nástupiště linek Circle a District Line

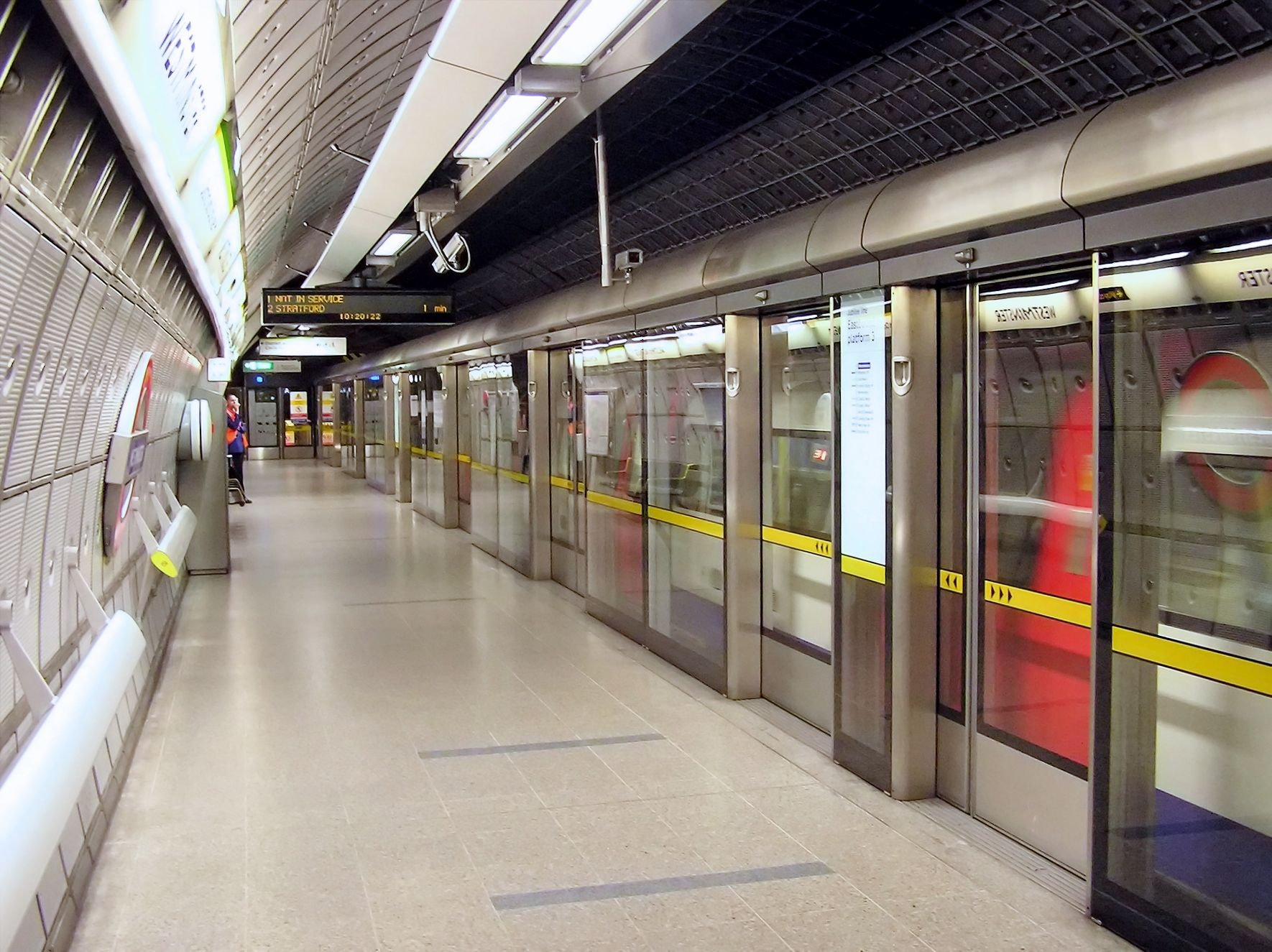
Nástupiště linky Jubilee Line

Westminster je jednou ze stanic londýnského metra nacházející se v londýnské městské části City of Westminster. Stanici obsluhují tři různé linky. Nachází se v tarifní zóně 1.

## Historie
Stanice byla otevřena pod názvem „Westminster Bridge“ 24. prosince 1868 jako součást Metropolitan District Railway (dnešní Circle a District Line). Svůj současný název, „Westminster“, získala v roce 1907.
22. prosince 1999 byla stanice otevřena po radikální přestavbě, jako součást prodloužení linky Jubilee Line (Jubilee Line Extension). Během přestavby byla pod původní stanicí vykopána jáma o hloubce 39 metrů, která pojala výtahy, eskalátory a schody vedoucí na nástupiště linky Jubilee Line. Nejzávažnějším problémem, se kterým se zde inženýři setkali bylo, jak postavit stanici okolo tunelů a nástupišť linek Circle a District Line, na kterých musel být zachován běžný provoz. Kolejiště linek Circle a District Line muselo být sníženo o celých 30 centimetrů. To se realizovalo postupným snižováním vždy o několik milimetrů během noční provozní přestávky v dopravě. Konstrukčně je stanice jednou z nejkomplikovanějších na lince Jubilee Line a zároveň byla i poslední otevřenou stanicí na prodloužené trase.
Stanici navrhl ateliér architektů Michael Hopkins & Partners. Jejich návrh dostal v roce 2001 cenu Award for Architecture udělovanou profesním sdružením Royal Institute of British Architects a také se dostal mezi finalisty prestižní Stirling Prize.
V interiéru stanice jsou obrovské betonové pilíře, mezi nimiž jsou „propleteny“ ocelové podpěry i eskalátory. Důvodem přítomnosti tolika podpůrných prvků je umístění stanice. Ta se nachází přímo pod Porticullis House, ve kterém se nacházejí kanceláře poslanců britského parlamentu.
Mimo jiné se ve stanici nacházejí skleněné zábrany mezi nástupištěm a kolejištěm, ty byly instalovány v souladu se snahou kontrolovat cirkulaci vzduchu ve stanici a taktéž pro zvýšení bezpečnosti cestujících. Nástupiště se nacházejí v hloubce 32 metrů; jsou jedny z nejhlouběji položených v celé síti londýnského metra. Kvůli omezenému prostoru se i nástupiště linky Jubilee Line nacházejí nad sebou, a ne vedle sebe, jak je obvyklé.

## Památky v okolí
Protože se stanice nachází v samém centru Londýna, v její blízkosti se nachází velké množství kulturních památek i jiných turistických atrakcí, mezi jinými i:
- Westminsterský palác a Big Ben
- Westminsterské opatství
- ulice Whitehall a Downing Street
- Cenotaph
- Churchillovo muzeum a Cabinet War Rooms

## Linky
Stanicí v současnosti procházejí tři linky:
- Na linkách Circle Line a District Line se nachází mezi stanicemi St. James’s Park a Embankment.
- Na lince Jubilee Line se nachází mezi stanicemi Green Park a Waterloo.